# Mali Sikavac
Mali Sikavac je nenaseljeni otočić u hrvatskom dijelu Jadranskog mora.
Njegova površina iznosi 0,136 km². Dužina obalne crte iznosi 1,76 km.